# Logis du Fief Gallet
Le logis du Fief Gallet est situé à Pessines en Charente-Maritime.

## Histoire
Une partie de la terre de la seigneurie de Faye est demembrée par Olivier de Coëtivy en faveur de Jehan Gallet en 1491, qui donne son nom au fief.
L'immeuble est inscrit au titre des monuments historiques par arrêté du 4 octobre 1994.